# President dels Estats Units
El president dels Estats Units (en anglès: President of the United States of America; sigla: POTUS) és el cap d'Estat i el cap de govern dels Estats Units d'Amèrica i és el funcionari polític amb el rang més elevat del país. El president encapçala la branca executiva del govern amb la funció d'aplicar les lleis nacionals segons la constitució dels Estats Units escrita pel Congrés. L'article segon de la constitució estableix que el president és alhora el comandant en cap de les forces armades i enumera els poders específics del president, com ara la facultat per a sancionar o vetar una llei aprovada per les dues cambres del Congrés. El President també té la facultat de crear un gabinet de consellers i d'atorgar indults als condemnats. Finalment, amb el "consell i el consentiment" del senat, el president té la facultat d'elaborar i signar tractats i de designar funcionaris federals, ambaixadors, jutges federals, entre els quals, els jutges del Tribunal Suprem. Actualment, el president dels Estats Units és Donald Trump, el 45è i 47è president, que va assumir el càrrec el 20 de gener de 2025.
El president dels Estats Units s'elegeix de manera indirecta mitjançant el Col·legi Electoral dels Estats Units per un mandat de quatre anys, i amb la possibilitat d'una sola reelecció, segons la 22a esmena de la constitució, ratificada el 1951. Sota el sistema indirecte, cada estat és assignat un nombre de vots electorals igual al nombre total de la delegació de representants i senadors al Congrés. El Districte de Columbia, des de la 23a esmena de la constitució, també ha estat assignat vots electorals. Els electors en gairebé tots els estats dels Estats Units elegeixen, per mitjà d'un sistema electoral uninominal majoritari, un candidat presidencial. El candidat que guanya les eleccions a l'estat en qüestió, rep tots els vots electorals de l'estat, tot i que n'hi ha poques excepcions, d'alguns estats que distribueixen els vots electorals segons les preferències electorals. El candidat que aconsegueix la majoria simple dels vots electorals de tots els estats es converteix en el president electe. Si cap candidat l'aconsegueix, la Cambra de Representants elegeix al president en formar-s'hi delegacions per estat.
Des de la fi de la guerra d'independència dels Estats Units fins a la ratificació de la constitució el 1788 no existia cap càrrec similar amb autoritat executiva que governés les Tretze Colònies, encara que els individus que van presidir el Congrés Continental durant la guerra i durant la postguerra, i que sota els Articles de la Confederació, eren coneguts com a "Presidents dels Estats Units d'Amèrica en el Congrés Reunit". L'autoritat executiva del president, limitada amb les balances de poder amb les branques legislativa i judicial, va ser creada per resoldre els problemes polítics als que es va afrontar la nova nació i per anticipar els reptes del futur i prevenint l'aixecament d'un autòcrata. Els Estats Units va ser la primera nació a crear el càrrec de President com a cap d'Estat d'una república moderna, i en l'actualitat el sistema presidencial de govern s'utilitza en nombrosos països del món.
Des de l'adopció de la constitució dels Estats Units, quaranta-dues persones han estat elegides o han assumit la presidència, en cinquanta-cinc mandats de quatre anys. Grover Cleveland va ser president en dues ocasions no consecutives, i per tant, és considerat el 22è i el 24è president dels Estats Units—així doncs hi ha hagut quaranta-quatre "presidents" fins al 2009.
La Casa Blanca a Washington, D.C. és la seu residencial oficial del president; té la facultat de fer ús de les instal·lacions. Un dels dos Boeing VC-25, versions modificades del Boeing 747-200B, està a la disposició del president, per viatges llargs, i es coneixen en anglès com Air Force One si el president hi viatja. El salari del president és de 400.000 dòlars anuals, a més d'altres beneficis.